# آرتور (بازیکن فوتبال، زادهٔ ۲۰۰۳)
آرتور (پرتغالی: Arthur؛ زادهٔ ۱۷ مارس ۲۰۰۳) بازیکن فوتبال اهل برزیل است که در پست دفاع راست برای باشگاه فوتبال آمریکا مینیرو در سری آ برزیل بازی می‌کند.
وی همچنین در تیم‌های ملی فوتبال زیر ۲۰ سال برزیل و برزیل بازی کرده‌است.
آرتور در آوریل ۲۰۲۳ به باشگاه فوتبال بایر ۰۴ لورکوزن پیوست و از ژوئیه این سال برای بایر بازی می‌کند.